# Jules Bonnet (Fotograf)

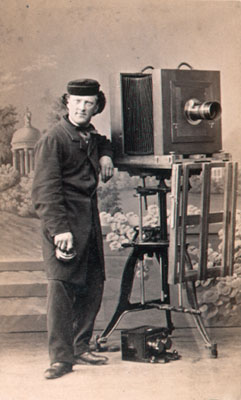
Selbstporträt Bonnets

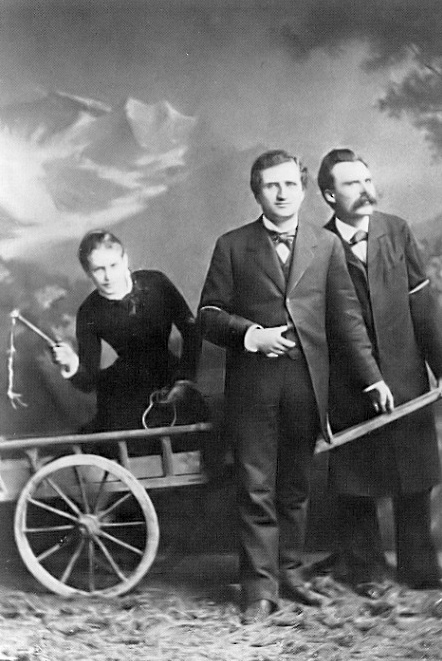
Lou von Salomé, Paul Rée und Friedrich Nietzsche; von Nietzsche arrangierte Fotografie von Jules Bonnet, 1882

Jules Bonnet (* 4. September 1840; † 23. September 1928 in Luzern) war ein Fotograf. Er stammte aus St. Germaine in Frankreich, war aber in der Schweiz tätig. Er schuf vor allem Porträtaufnahmen.

## Leben
Jules Bonnet eröffnete am 31. Mai 1863 ein Fotoatelier in der Äusseren Weggisgasse 53 in Luzern, wo sich auch die Buchbinderei seines Vaters Julius Bonnet befand. 1872 verlegte er es in die Zürcherstrasse, wo er auch Souvenirs wie Holzschnitzereien etc. an Touristen verkaufen konnte. 
1890 verlor er seine Frau, kurz danach auch seine Tochter. Daraufhin brach er im März 1891 seelisch zusammen. Auch nach einem Klinikaufenthalt war er nicht mehr arbeitsfähig. Sein Atelier wurde in der Folge verpachtet und von den Fotografen Josef Zelger, Friedrich Girard und J. Husser & fils genutzt. 1896 ging das Atelier in den Besitz von Caspar Hirsbrunner über. Bonnet verarmte. Er starb im Alter von 88 Jahren im Männerheim «Eichhof», nachdem er schon 1925 als ältester Bürger Luzerns geführt worden war.

## Werke
Bonnet fotografierte unter anderem Richard Wagner, Friedrich Nietzsche und Lou Andreas-Salomé. Fotografien Bonnets befinden sich im Staatsarchiv des Kantons Nidwalden, im Staatsarchiv Uri, in der Kantonsbibliothek Vadiana, im Musée historique de Vevey, im Verkehrshaus der Schweiz, der Zentral- und Hochschulbibliothek Luzern und in der Bibliothèque cantonale et universitaire Fribourg. 
2004 fand im Museum im Bellpark in Kriens die Ausstellung Jules Bonnet. Fotoatelier zwischen Folterkammer und gepinselten Firnen statt. Bilder Bonnets waren auch in mehreren Gruppenausstellungen zu sehen; zu seinen Lebzeiten etwa im Rahmen der Kantonalen Gewerbeausstellung 1893 in Luzern, später bei den Ausstellungen Arbeit. Fotografien 1860–2015 im Schweizerischen Nationalmuseum und Im Bild. Historische Fotos kombiniert mit alten und zeitgenössischen Objekten im Historischen Museum Obwalden in Sarnen.